# Vall de Boí
Vall de Boí je malé údolí a město ve španělské provincii Lleida a autonomním společenství Katalánsko. K roku 2006 mělo něco přes tisíc obyvatel. Oblast údolí je známá především pro několik románských kostelů, které pocházejí z 11. – 12. století  a většina z nich je ve velmi zachovalém stavu. V roce 2000 byly přiřazeny ke světovému dědictví. Románské fresky z těchto kostelů jsou instalovány v barcelonském muzeu katalánského národního umění.